# Pandemiewet (België)
De Pandemiewet, officieel de wet van 14 augustus 2021 betreffende de maatregelen van bestuurlijke politie tijdens een epidemische noodsituatie, is een Belgische wet die de overheid toelaat om maatregelen te nemen in geval van epidemie of pandemie, zoals bijvoorbeeld tijdens de coronacrisis.

## Voorgeschiedenis
Over de maatregelen die door het Overlegcomité werden genomen tijdens de coronacrisis in 2020-2021 waren verschillende juridische bezwaren gerezen: de ministeriële besluiten zouden ongrondwettelijk zijn, en hun wettelijke basis, de Wet van 15 mei 2007 betreffende de civiele veiligheid had volgens juristen nooit langdurig mogen toegepast worden. Dat oordeelde ook de Brusselse rechter op 31 maart 2021, hoewel het hof van beroep dit vonnis op 7 juni 2021 milderde, in afwachting van een uitspraak door het Grondwettelijk Hof.

## Parlementaire behandeling

### Kamercommissie Binnenlandse Zaken
Op 3 maart 2021 stelde Minister van Binnenlandse Zaken Annelies Verlinden een eerste versie voor van het wetsontwerp betreffende de maatregelen van bestuurlijke politie tijdens een epidemische noodsituatie (“pandemiewet”) in de Kamercommissie Binnenlandse Zaken. Het ontwerp werd nadien op vele punten geamendeerd, en meermaals voor advies voorgelegd aan de Raad van State. 
Hoewel het principe van een pandemiewet op algemene instemming kon rekenen, was het voorontwerp in de Commissie het voorwerp van heftige debatten, en werd het daarbuiten van meerdere zijden bekritiseerd. Niet alleen de oppositie, maar ook onder meer de Liga voor Mensenrechten pleitten voor meer parlementaire controle in dergelijke noodsituaties, en tegen het toekennen van verregaande bevoegdheden aan één minister. In de loop van de verdere procedure werd het ontwerp in die zin bijgesteld.
Op 17 mei 2021 werd het ontwerp in de Commissie goedgekeurd, meerderheid tegen oppositie, en bijgevolg voorgelegd aan de plenaire kamerzitting.

### Goedkeuring
Op vraag van de oppositie werd het ontwerp echter op 20 mei in plenaire zitting opnieuw voor advies doorgestuurd naar de Raad van State. Op 15 juli 2021 keurde de Kamer het definitieve ontwerp goed, meerderheid tegen oppositie.

## Toepassing
Op 20 augustus 2021 werd de wet in het Staatsblad gepubliceerd. Hij is op 4 oktober 2021 in werking getreden. Vanaf dan kon de federale regering bij een pandemie een "epidemische noodsituatie" afkondigen en bij koninklijk besluit maatregelen nemen, voor een (verlengbare) termijn van ten hoogste drie maanden. De afkondiging moet wel binnen de 15 dagen bekrachtigd worden in het parlement. Een eerste noodsituatie werd afgekondigd, vanaf 28 oktober 2021 tot 28 januari 2022, en bekrachtigd bij wet. Een eerste reeks specifieke reeks maatregelen in die zin werd genomen op het Overlegcomité van 26 oktober 2021, met het Koninklijk besluit van 28 oktober 2021. 
De epidemische noodsituatie werd nog eenmaal verlengd, en uiteindelijk met onmiddellijke ingang opgeven met de wet van 11 maart 2022.